# Công Quốc Hà
Công Quốc Hà (sinh ngày 29 tháng 10 năm 1955 - mất ngày 22 tháng 12 năm 2024) là một họa sĩ và họa sĩ sơn mài nổi tiếng của Việt Nam. Ông sinh năm 1955 tại Hà Nội và tốt nghiệp trường Cao đẳng Mỹ thuật Công nghiệp Hà Nội. Ông có em gái là Công Kim Hoa 
Công Quốc Hà là một trong những họa sĩ sơn mài Việt Nam năng động và nổi tiếng nhất. Ông "nổi tiếng với những nhân vật nữ mang vóc dáng thanh lịch". Ông thuộc về một nhóm họa sĩ đã làm sống lại nghệ thuật vẽ tranh sơn mài truyền thống của Việt Nam và mang lại cho nó một bộ mặt hiện đại trên khắp thế giới. Ông là một trong năm người con của ông Công Tôn Toàn và bà Đinh Thị Liễu, một gia đình khá thành đạt ở Hà Nội. Trong số các anh chị của ông có em gái của ông là Công Kim Hoa, là một nghệ sĩ thành đạt.

## Giáo dục & Công việc
Kể từ khi tốt nghiệp Đại học Mỹ thuật Công nghiệp Hà Nội, các tác phẩm của anh được trưng bày trong hàng trăm triển lãm trên toàn thế giới, bao gồm các hội chợ quốc tế như Documenta ở Đức, Euro D'Art ở Geneva cũng như trong các triển lãm quốc tế từ Buenos Aires đến New York, Paris, Singapore, Tokyo và Melbourne. Ông cũng nhận được nhiều giải thưởng cho các tác phẩm của mình trên toàn thế giới. Ông cũng là người đặt nền móng cho triển lãm khỏa thân đầu tiên tại Việt Nam, vào năm 1992, nơi ông có 20 bức tranh tại triển lãm.
Năm 2005, Công Quốc Hà thành lập NHÀ NGHỆ THUẬT HÀ NỘI tại Kisa, Thụy Điển cùng với con gái Công Nữ Hoàng Anh. Nhà nghệ thuật trưng bày các bộ sưu tập và triển lãm các tác phẩm nghệ thuật và văn hóa, đặc biệt là về văn hóa Việt Nam. Từ năm 2012, Công Quốc Hà làm việc và sống cùng vợ và con trai cả tại Thụy Điển. Công Quốc Hà là Giám đốc nghệ thuật của Nhà nghệ thuật Hà Nội

## Đời tư
Năm 1980, Công Quốc Hà kết hôn với nghệ sĩ Phạm Lê Hằng (sinh năm 1960), cặp vợ chồng có ba người con:
- Công Nữ Hoàng Anh (con gái, sinh năm 1981, tại Hà Nội), sống và làm việc tại Thụy Điển
- Công Quốc Long (con trai, sinh năm 1988, Hà Nội), sống ở Thụy Điển
- Công Nữ Thùy Trang (con gái, sinh năm 1990, Hà Nội), sống và làm việc tại Thụy Sĩ [5]

## Giải thưởng
- 1978: Triển lãm Mỹ thuật Metropolitan, Hội Mỹ thuật Hà Nội.
- 1983: In sách nghệ thuật đồ họa, Bộ văn hóa.
- 1985: Triển lãm nghệ thuật đồ họa minh họa, Tạp chí Văn Văn Tạp chí và Hiệp hội mỹ thuật Việt Nam.
- 1995: Triển lãm Mỹ thuật Metropolitan, Hội Mỹ thuật Hà Nội.
- 1996: Triển lãm nghệ sĩ trẻ I, Quỹ triển lãm văn hóa nghệ thuật Thụy Điển của Thụy Điển, khu vực Hà Nội, Hiệp hội nghệ thuật và văn học nghệ thuật tứ quý Việt Nam.
- 2000: Huy chương cho sự nghiệp văn hóa mỹ thuật Việt Nam
- 2003: Huy chương cho sự nghiệp mỹ thuật Việt Nam